# Аптекарский переулок (Санкт-Петербург)
Апте́карский переулок — одна из старейших известных улиц в Центральном районе Санкт-Петербурга.
Своё название получила в 1776 году. Проходит недалеко от Дворцовой площади от Миллионной улицы до реки Мойки. Справа примыкает Круглый переулок.

## История

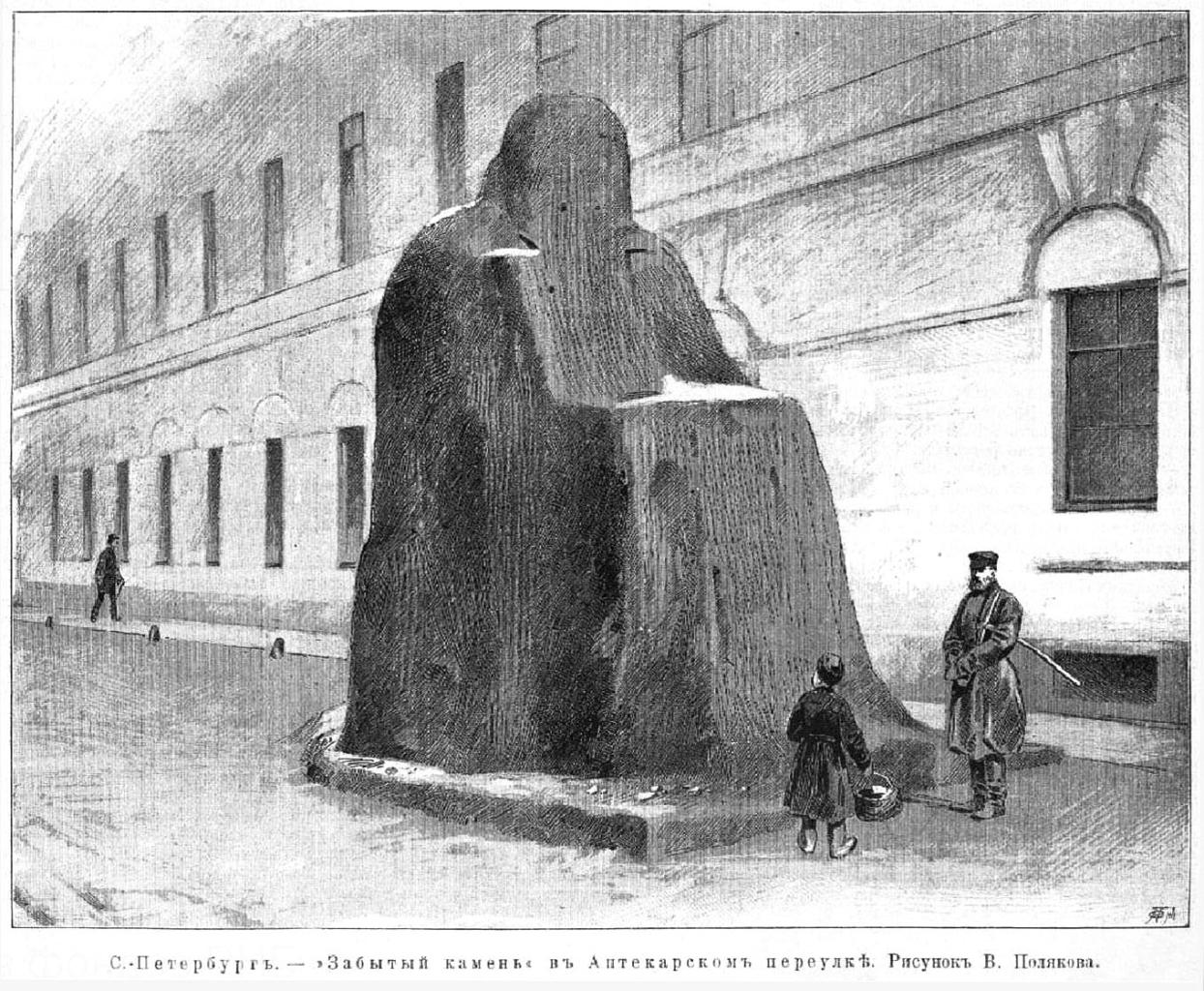
«Забытый камень в Аптекарском переулке», «Всемирная иллюстрация», 1886, № 935 (13 декабря). Камень для статуи на ограду Воронихинского сквера пролежал в переулке с 1813 года до конца 1880-х годов

За время своего существования переулок был неоднократно переименован. До строительства аптеки он носил название Задняя улица, а с конца 1730-х годов до 1776 года именовался Аптекарской улицей. После этого переулок носит современное название.
В том месте, где улица выходит к Мойке, с начала XVIII века располагался рынок. Первоначально рынок назывался Финским (по находившейся неподалёку финской церкви). В начале улицы, по адресу Миллионная улица, 4 в начале XVIII века стоял дом аптекаря Леекенса.
Переулок был окончательно оформлен в 1730-х годах, за рынком в конце переулка закрепилось название Харчёвый. На углу с Миллионной улицей в 1722 году по проекту архитектора Д. Трезини построено каменное здание Главной аптеки. Оно располагалось по адресу Миллионная, 4.
В том же году здание рынка сгорело, а освободившаяся рыночная площадь стала называться Аптекарской. Придворная аптека была организована в 1704 году и первоначально располагалась в Петропавловской крепости. Из-за сырости аптеку в 1724 году перевели к Греческой слободе (на угол Миллионной и Аптекарской улиц).
В конце 1730-х годов прилегающая территория дважды подверглась разрушительным пожарам (в 1735 и в 1737 годах), деревянные постройки были уничтожены. Пострадало и здание Главной аптеки, но оно было дважды восстановлено. На площади в конце улицы к 1782 году было построено деревянное круглое здание рынка, с тех пор рынок называется «Круглый». К 1780-м годам здание аптеки также обветшало и по проекту архитектора Дж. Кваренги в период 1789—1796 годы было построено новое здание. Им же в 1790 году было построено каменное здание Круглого рынка.
В 1778—1779 годах архитектор Ю. Фельтен возводит здание Ломбарда и Воспитательного дома при нём (дом № 2). Главный фасад был обращён на Миллионную улицу.

### XIX век
В 1817—1821 годах фельтеновский Воспитательный дом был приспособлен арх. В. Стасовым под казармы Павловского лейб-гвардии полка (дом № 2). Стасов же изменил характер фасадов — в переулок обращён задний фасад здания.
В 1823—1827 годах строится дом Адамини (дом № 8).
В 1820-е годы в доме № 4 находится квартира декабриста Е. П. Оболенского (мемориальная доска).
В 1824 году здесь обсуждалась «Конституция» Н. М. Муравьева, также в этой же квартире в 1824 году жил А. В. Никитенко.
С 1839 года Главная аптека переезжает на Невский, 66, а в бывшем здании аптеки стали размещаться квартиры офицеров Павловского полка.
Они находились в этом здании вплоть до 1917 года.
В 1895—1901 годах в новом доме № 3 жил Степан Павлович Иловайский, шталмейстер двора Его Императорского Величества, вице-президент Царско-Сельского скакового общества и член его попечительного совета, на даче которого в Ялте жил А. П. Чехов в 1898—1899 годах.
В 1899 году по проекту архитектора П. И. Гилева построен доходный дом (дом № 6). В этом доме в 1898—1931 годах жил артист П. В. Самойлов.
В конце XIX века переулок был окончательно застроен каменными домами. В доме № 1/4 располагалась редакция журнала «Аврора». Издательство «Аврора» располагалось на бельэтаже дома 4/1 по Аптекарскому переулку после капитального ремонта здания, начавшегося в 1982 году.

## Достопримечательности
На улице находятся следующие памятники:
| Нечётная сторона         | Нечётная сторона             | Нечётная сторона | Нечётная сторона | Нечётная сторона                              | Нечётная сторона                |
| Номер дома               | Описание                     | Архитектор       | Постройка        | Иллюстрация                                   | Координаты                      |
| ------------------------ | ---------------------------- | ---------------- | ---------------- | --------------------------------------------- | ------------------------------- |
| Миллионная улица, 4/1    | Здание бывшей Главной аптеки | Доменико Трезини | 1722             | Табличка с упоминанием первой постройки       | 59°56′33″ с. ш. 30°19′38″ в. д. |
| Миллионная улица, 4/1    | Здание бывшей Главной аптеки | Джакомо Кваренги | 1790             | Вдали — Миллионная улица                      | 59°56′33″ с. ш. 30°19′38″ в. д. |
| № 1/4                    | редакция журнала «Аврора»    |                  |                  |                                               |                                 |
| Набережная реки Мойки, 3 | Круглый рынок                | Джакомо Кваренги | 1790             | За рынком видны дома по Аптекарскому переулку | 59°56′33″ с. ш. 30°19′38″ в. д. |

| Чётная сторона | Чётная сторона | Чётная сторона | Чётная сторона | Чётная сторона | Чётная сторона                  |
| -------------- | --- | -------------- | -------------- | -------------- | ------------------------------- |
| № 2            | «Ленэнерго» — здание казарм Павловского лейб-гвардии полка (задний фасад здания)                                                    |                |                | В центре       | 59°56′35″ с. ш. 30°19′40″ в. д. |
| № 4            | - Жил декабрист Е. П. Оболенский - В 1824 году проходило обсуждение «Конституции» Н. М. Муравьева - В 1824 году жил А. В. Никитенко |                |                |                |                                 |
| № 6            | Доходный дом | П. И. Гилев    | 1899 (?)       |                |                                 |
| № 6            | В 1898—1931 годах жил артист П. В. Самойлов                                                                                         | П. И. Гилев    | 1899 (?)       |                |                                 |
| № 8            | Дом Адамини |                |                | Дом Адамини    |                                 |